# Castelverrino
Castelverrino – miejscowość i gmina we Włoszech, w regionie Molise, w prowincji Isernia.
Według danych na rok 2004 gminę zamieszkiwało 130 osób, 21,7 os./km².